# Mars 1749
Cette page présente les faits marquants du mois de mars 1749.

## Événements
- Mars : rapprochement diplomatique entre l’Autriche et la France lors d’une « conférence secrète » avec Königsegg, grand maître de la cour, Khevenhüller (de), grand chambellan, Bartenstein (de) et Kaunitz[1].